# Щербакова, Анна Николаевна
Анна Николаевна Щербакова (род. 20 сентября 1988, РСФСР) — российская самбистка, дзюдоистка и борец вольного стиля, чемпионка и призёр чемпионатов России по самбо, призёр чемпионатов России по дзюдо, призёр Европейских игр 2015 года по самбо, призёр чемпионата Европы по самбо, чемпионка мира по самбо, мастер спорта России международного класса. Член сборной команды страны с 2014 года.

## Спортивные результаты

### Дзюдо
- Чемпионат России по дзюдо 2008 года — ;
- Чемпионат России по дзюдо 2010 года — ;
- Чемпионат России по дзюдо 2012 года — ;

### Самбо
- Чемпионат России по самбо 2014 года — ;
- Чемпионат России по самбо 2015 года — ;
- Чемпионат России по самбо 2016 года — ;
- Чемпионат России по самбо 2017 года — ;
- Чемпионат России по самбо 2018 года — ;
- Чемпионат России по самбо 2021 года — ;
- Чемпионат России по самбо 2024 года — ;

### Вольная борьба
- Чемпионат России по женской борьбе 2018 года — ;
- Чемпионат России по женской борьбе 2019 года — ;
- Чемпионат России по женской борьбе 2024 года — ;